# Polanka nad Odrou
Polanka nad Odrou – jeden z 23 obwodów miejskich miasta statutarnego Ostrawy, stolicy kraju morawsko-śląskiego, we wschodnich Czechach. Jest to także jedna z 39 gmin katastralnych w jego granicach o powierzchni 1723,9163  ha. Populacja w 2001 wynosiła 4224 osób, zaś w 2012 odnotowano 1392 adresy.
Położona jest w zachodniej części miasta, na Śląsku Opawskim, od zachodu sąsiaduje z miastem Klimkovice, we wschodniej części przepływa rzeka Odra. Pierwsza pisemna wzmianka o wsi pochodzi z 1424. Na początku XVII wieku wieś dzieli się na dwie części: Horní Polanka (północna) i Dolní Polanka (południowa). W 1850 połączono je. W 1976 przyłączono gminę do miasta Ostrawy.

## Demografia[2]
| Rok             | 1869 | 1880 | 1890 | 1900 | 1910 | 1921 | 1930 | 1950 | 1961 | 1970 | 1980 | 1991 | 2001 |
| --------------- | ---- | ---- | ---- | ---- | ---- | ---- | ---- | ---- | ---- | ---- | ---- | ---- | ---- |
| Liczba ludności | 1779 | 1952 | 2020 | 2183 | 2718 | 2940 | 3990 | 2893 | 3815 | 3792 | 4032 | 3934 | 4224 |